# Love to Hate You
Singles de Erasure
Chorus
(1991) Am I Right?
(1991)
Clip vidéo
[vidéo] « Love to Hate You », sur YouTube
Love to Hate You est une chanson du duo britannique Erasure extraite de leur cinquième album studio, intitulé Chorus et sorti (au Royaume-Uni) le 14 octobre 1991.
Le 9 septembre 1991, cinq semaines avant la sortie de l'album, la chanson a été publiée en single. C'était le deuxième single de cet album (après la chanson-titre, Chorus).
Le single a débuté à la 7e place et est ensuite passé deux semaines à la 4e et une semaine à la 5e place du hit-parade britannique.